# Методологија географије
Методологија географије (грч. methodos — начин рада и грч. logos — наука) је научна дисциплина, део опште географије која се бави методама истраживања у географији, као и начинима спознаје укупне географске стварности. Заснована је на дијалектичком материјализму, као најопштијем методу за проучавање и упознавање природе и човека, тј. самог друштва. У ширем смислу методологија географије је укупност метода географских истраживања.